# 12619 Анубелшуну
12619 Анубелшуну (6242 P-L, 1989 EF4, 12619 Anubelshunu) — астероїд головного поясу.
Тіссеранів параметр щодо Юпітера — 3,483.